# Vättern
För andra betydelser, se Vättern (olika betydelser).

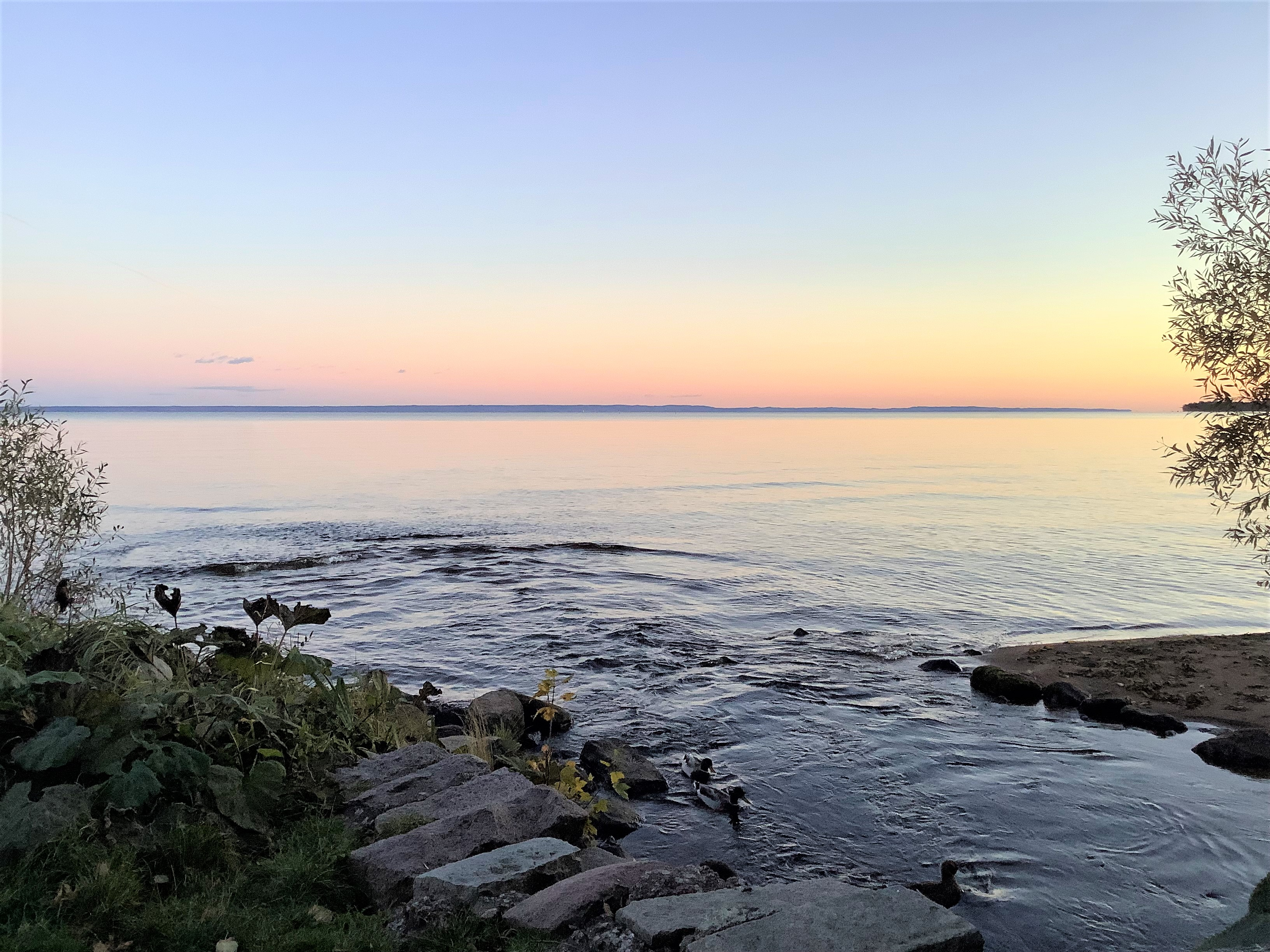
Hjoåns mynning i Vättern

Vättern är en långsmal och djup insjö belägen i södra Sverige. Den ligger mellan Västergötland och Östergötland. I norr och söder gränsar den även till Närke respektive Småland. Vättern är Sveriges näst största sjö, både till yta (1 886 km²) och volym (73,5 km³), och den är Europas sjätte största insjö. Vattenytan ligger 88,5 m ö.h. och avrinning sker genom Motala ström till Östersjön. Vättern är sammanbunden med både Vänern och Östersjön via Göta kanal. Geologiskt ligger sjön i en gravsänka bildad för 650 miljoner år sedan.

## Etymologi
Namnet ”Vättern” kommer från fornsvenska *vætur, 'vatten, sjö', en avljudsform av "vatten".

## Geologi
Vätterns geologiska historia börjar med de geologiska processer som gjorde att superkontinenten Rodinia sprack upp för cirka en miljard år sedan. Alla kontinenter låg då samlade tillsammans huvudsakligen på södra halvklotet. Baltika (Sverige, Finland, Västra Ryssland) kolliderade med Amazonaskratonen (Venezuela) och en hög bergskedja bildades i sydvästra Sverige och södra Norge samt i norra Venezuela. Taberg söder om Vättern bildades vid den här tiden. Genom erosion av den omgivande bergskedjan avsattes de sediment som kallas Visingsögruppen, en grupp sedimentära bergarter bestående av erosionens vittringsprodukter. Först bildades en över 1 000 meter tjock serie av kontinentala sandstenar och sedan marina sediment (lerskiffrar och kalkstenar med stromatoliter). Dessa sediment förekommer både i Sverige och i Venezuela.
För 650 miljoner år sedan riftade kratonen Baltika loss från Rodinia varvid Vätterns gravsänka bildades. I samband med denna händelse sänktes Visingsögruppens sediment ned och bevarades tack vare denna förkastningsbildning. Spännvidden mellan Vätterns botten och omgivande förkastningshöjder är idag hela 330 meter. Från botten till underliggande berg är ytterligare 300 meter av mäktiga sedimentlager. Höjdskillnaden från den högst belägna berggrunden till den lägsta i Vätternsänkan är därmed över 600 meter trots 650 miljoner års erosion. Motsvarande skillnader i berggrunden förekommer annars endast i alpina områden.
Efter en landtid i södra Sverige (Vendium) då erosionen bildade de plana ytorna (Västgöta-, Östgöta- och Närkeslätterna) trängde havet in vid början av kambrium för 550 miljoner år sedan, nu med alla djurgrupper närvarande (den s.k. kambriska explosionen) inklusive ryggradsdjurens föregångare. Under 150 miljoner år avsattes sedan de cirka 200 meter tjocka fossilrika kambrosiluriska lagren med bland annat trilobiter. I dag finns dessa lager kvar bland annat utanför Motala. Skandinavien kolliderade sedan på nytt för cirka 400 miljoner år sedan. Denna gång med Grönland och resultatet blev den Skandinaviska fjällkedjan (Kaledoniderna). I samband med detta hävdes det övriga Sverige upp över havsytan igen. Under de följande 350 miljoner åren och fram till i dag låg Baltika hela tiden över havsytans nivå, med undantag av södra Sverige som tidvis låg under vatten. Stora floder flöt via Vätternriften, före och under mesozoikum till omfattande deltaområden i Skåne och södra Småland. 
Under de senaste miljoner åren har återkommande istider inneburit att inlandsisar periodvis har täckt norra Europa. När en inlandsis blir flera kilometer tjock trycker den ned jordskorpan och när isen smälter strävar jordskorpan efter att återgå till ursprungsläge. Fenomenet kallas för landhöjning och den har avtagit med tiden. För cirka 10 000 år sedan tog den senaste nedisningen slut. Vätternsänkan blev så småningom en del av Yoldiahavet. För cirka 8 000 år sedan låg sjöns utlopp till Ancylussjön (Östersjön) i trakten av Askersund och inte som idag i Motala ström. Landhöjningen bedöms i dag vara cirka 3,5 mm i Motala och i Jönköping cirka 2,6 mm.

## Klimat
Vättern har på grund av sin storlek ett typiskt kustklimat med värmande vintertid och avkylande sommartid. Området runt sjön är vintertid känt för att vara snörikt då det bildas mycket nederbörd som kommer in från sjön. Sommartid är det även en något svalare medeltemperatur än omgivningen på grund av vattnet, som har en avkylande effekt. Vättern ligger för övrigt i en situation mellan Sydsvenska höglandet och Östgötaslätten vilket gör att hastiga västliga vindar kan få sjön att blåsa upp till storm och gå från stilla till extrem rörelse med havshöga vågor.
Ett förändrat klimat är en av Vätterns stora utmaningar. Stigande medeltemperatur i vattnet vintertid och färre dagar då sjön är istäckt har noterats, vilket kan påverka unika arter som är anpassade till sjöns kalla vatten. Varmare vatten kan även innebära ökad spridning av fler invasiva främmande arter som gynnas av varmare vatten. Klimatförändringarna kan även påverka exempelvis dricksvattenförsörjning, vattenstånd och föroreningar i sjön.

## Geografi
Vättern är en långsmal och djup sjö som delar Götaland i Östergötland och Västergötland. I norr och söder gränsar den även till Närke respektive Småland. Med undantag för Visingsö är sjöns södra och centrala delar fria från öar. I norr finns en liten skärgård. 
Sjöns största kända djup är 120 meter och medeldjupet 40 meter. Vättern ligger 88,5 m ö.h. och avrinner till Östersjön genom Motala ström. De största tillflödena är Forsviksån från sjöarna Unden och Viken, Tabergsån och Huskvarnaån. Göta kanal passerar Vättern via Motala och Karlsborg. I slutet av 1930-talet byggdes sjön ut för vattenreglering.
Avrinningsområdet är ovanligt litet för en så pass stor sjö. Omsättningstiden, den genomsnittliga tiden en vattendroppe behöver för att lämna Vättern, är hela 62,5 år. 

### Öar
| Ö            | Storlek (ha) | Kommun    |
| ------------ | ------------ | --------- |
| Visingsö     | 2 504        | Jönköping |
| Öna          | 347          | Askersund |
| Stora Aspön  | 285          | Askersund |
| Stora Röknen | 234          | Askersund |
| Lilla Aspön  | 171          | Askersund |
| Lilla Röknen | 167          | Askersund |
| Grönön       | 34           | Askersund |
| Svilen       | 33           | Askersund |
| Trulsan      | 20           | Askersund |

### Tätorter vid sjön
- Jönköping, den största staden vid Vättern, ligger vid sjöns sydspets
- Motala ligger vid sjöns enda utlopp (Motala ström)
- Askersund ligger vid sjöns norra spets

#### På västra stranden
- Hjo
- Habo
- Karlsborg

#### På östra stranden
- Motala
- Vadstena
- Hästholmen
- Gränna
- Ödeshög

## Biologi
Vätterns vatten är syrerikt, näringsfattigt och kallt - under ytan liknar sjön faktiskt de näringsfattiga sjöarna i fjällen. Växt- och djurlivet är rikt och på många sätt unikt, många av arterna är ovanliga och flera lever annars främst i norra Sveriges fjällvärld.
I Vättern finns både fytoplankton (växtplankton), t.ex. kiselalger, och zooplankton (djurplankton), som exempelvis Copepoda och Cladocera. Vattenväxter växer djupt ner i sjöns klara vatten.
Bland bottendjuren vid stränderna finns flera sällsynta insektsarter. I den bentiska zonen, bottenzonen, lever exempelvis olika kräftdjur (Crustacea), fåborstmaskar (Oligochaeta), tvåvingar (Diptera) och musslor (Bivalvia). Några av kräftdjuren är arter som har funnits i sjön sedan istiden och är väldigt ovanliga.
Sjön rymmer även flera fiskarter som Salvelinus salvelinus, sik och insjölax. Vättern är känd för Vätternrödingen, en relikt från istiden, som minskat med 97 procent sedan 1950-talet. Även fågellivet kring sjön är rikt och påminner om det vid landets kuster.
Livet i sjön undersöks regelbundet genom s.k. miljöövervakning för att vi ska veta hur sjön mår och upptäcka förändringar som sker. Olika myndigheter och organisationer runt Vättern samverkar för att säkerställa att sjöns förvaltning bevarar, restaurerar och hållbart nyttjar sjön. Miljöövervakningen görs sedan 1960-talet genom Vätternvårdsförbundet och andra aktörer. Bland annat studeras växt- och djurplankton, bottenlevande djur, djur som funnits i sjön sedan istiden, undervattensväxter, fåglar och fisksamhället. 

## Vättern och människan

### Ekosystemtjänster
Vättern utgör en viktig resurs för oss människor och ger oss många ekosystemtjänster. Som exempel kan nämnas uttag av dricksvatten och att Vättern är en populär fiskesjö, men sjön har även stora värden för människors rekreation och utgör ett populärt besöksmål med ett rikt båtliv, badliv och möjligheter till skridskoåkning, paddling etc.

#### Sportfiske
I Vättern sportfiskas det abborre, gädda, gös, harr, lake, lax, storröding, öring och signalkräfta.
Länsstyrelserna har fastställt regler som reglerar sportfisket.

#### Dricksvatten
Vättern används som dricksvattenreservoar för bland andra Askersunds, Karlsborgs, Hjo, Jönköpings, Ödeshögs, Motala och Vadstena kommuner. Skövde, Falköpings och Skara kommuner får sitt vatten genom vattenverket Skaraborgsvatten i Borgunda dit vattnet förs genom kulvertar de cirka 30 km från Vättern. Linköping och Norrköping tar dricksvatten från Motala ström. Alltså dricker cirka 0,5 miljoner personer vatten från Vättern idag. I framtiden kan det bli 2,5 miljoner när Örebro kommun och Storstockholm tillkommer inom cirka 40 år. Även Danmark och Tyskland har visat intresse för Vätterns vatten.

### Kommunikationer

#### Båttrafik
Visingsö har regelbundna bilfärjeförbindelser med Gränna. På sommaren trafikerar ångfartyget S/S Trafik Vättern. Båtar längs Göta kanal korsar Vättern.
Tidigare fanns omfattande båttrafik mellan orterna längs sjön. Känd är ångaren Per Brahe som gick under 1918 med bland annat målaren John Bauer och hans hustru bland offren.

#### Vägar
Längs östra sidan från Jönköping går motorvägen E4:an samt från Gränna även länsväg E 918 och i norr från Ödeshög länsväg E919 via Vadstena till Motala där riksväg 50 tar vid mot Askersund. Längs västra sidan går länsväg 195 och riksväg 49.
I Vättern får vem som helst utan tillstånd fiska kräftor 300 meter ut från stranden på allmänt vatten. Det kallas Allmänhetens kräftfiske och är det enda vattnet i hela Sverige där det förekommer.

### Evenemang

#### Vätternrundan
Runt Vättern cyklar i mitten av juni varje år cirka 15 000 personer den 315 kilometer långa Vätternrundan med start och mål i Motala.

#### Vätternrummet
Vätternrummet är en utställning som beskriver Vätterns natur och kultur. Utställningen är inrymd i en lokal i Hästholmens hamn Ödeshög. Utställningen drivs av Ödeshögs kommun. Utställningen består av information om Vätterns natur och kultur. En film visar bärgningen av ångfartyget Per Brahe i Hästholmen år 1922. Det finns även stora akvarier, där man kan se några av Vätterns fiskarter. Hästholmen

#### Vätternakvariet
Vätternakvariet är ett stort insjöakvarium i den gamla tullkammaren nära Motormuseet i Motala. I flera av akvarierna visas Vätterns fiskarter upp.

#### Rödingens dag och Öringens dag
Varje år anordnas Rödingens dag respektive Öringens dag i oktober vid Vättern. Vid flera platser vid sjöns stränder kan man se röda lekande storrödingar visa upp sig och öringsafari brukar anordnas i vattendrag runt Vättern varje höst där man kan se öringen leka.

### Militärt övningsområde
Försvarsmakten har verksamheter i anslutning till Vättern.
Sedan andra världskriget har militären använt Vättern som skjutfält och dumpning av uttjänt krigsmateriel. Dumpningen upphörde på 1970-talet. I Karlsborg finns en militär flygplats, som 2014 upprustades för mer än 100 miljoner kronor. Försvarsmakten vill utöka sin närvaro i och kring Vättern. Vid Hammaren ligger skjutmålet för JAS Gripens övningsskjutning. Försvarsmakten har nu tillstånd att öva 20 dagar per år, skjuta 1 000 skott och använda 193 kubikmeter flygbränsle. FM har 2014 ansökt om att få utöka till 50 dagar, skjuta 69 000 skott och 150 raketer per år samt använda 5 600 kubikmeter flygbränsle årligen. FM vill inbjuda andra nationers flyg att utbilda och träna piloter.
Den militära användningen har ifrågasatts med anledning av att sjön används som dricksvattentäkt. Handläggningen av tillståndet pågår fortfarande 2022-02-21.

## Bildgalleri

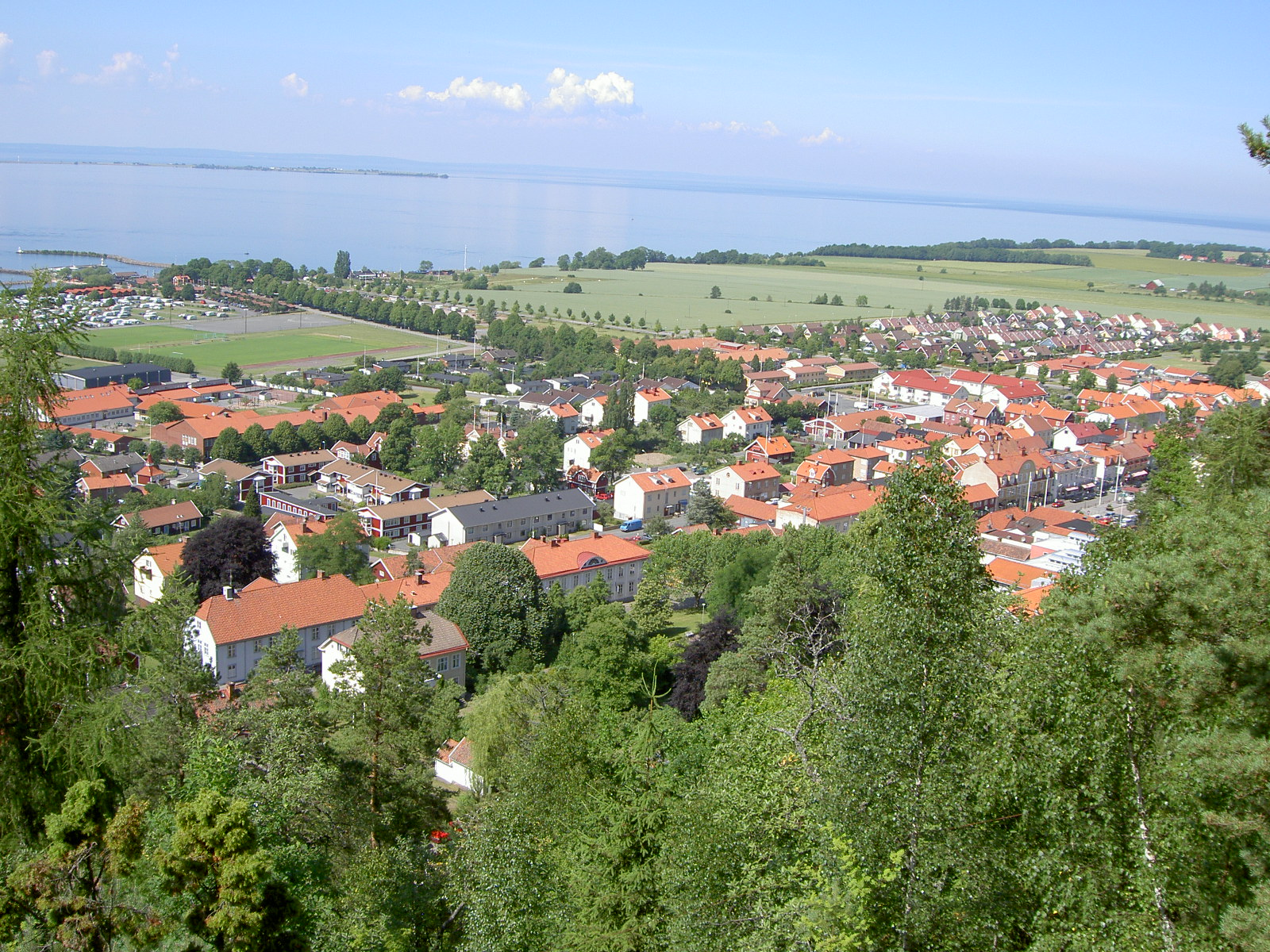
Gränna, Visingsö och Vättern
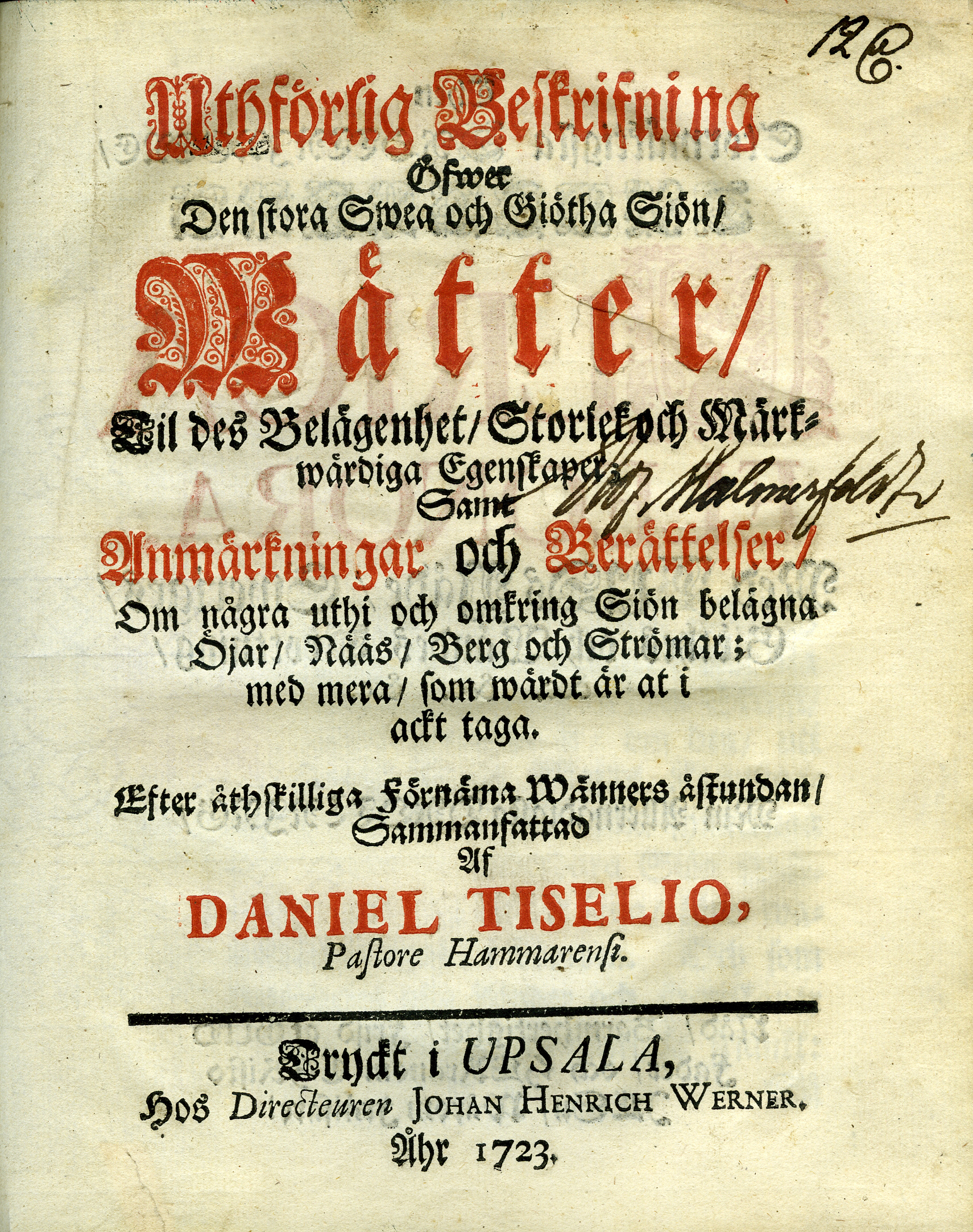
Titelbladet till en bok om Vättern av Daniel Tiselius tryckt 1723.